# レオ・ヌッチ
レオ・ヌッチ（Leo Nucci, 1942年4月16日 - ）は、イタリア出身のバリトン歌手である。現代のイタリア・オペラ界を代表する歌手として知られている。

## 略歴
ボローニャ近郊のカスティリオーネ・デイ・ペーポリに生まれる。ジュゼッペ・マルケージとオッタヴィアーノ・ビッザーリに師事したのち、1967年にスポレートでロッシーニ『セビリアの理髪師』のフィガロを歌ってオペラ歌手としてのデビューを果たす。1969年にミラノ・スカラ座合唱団に入団し、7年間在籍したため、歌手としての活動は一旦中断することとなる。その後1975年にフェニーチェ劇場（ヴェネツィア）でプッチーニ『ラ・ボエーム』のショナールを歌い、再びデビューする形で再開した。1977年にスカラ座でフィガロを、1980年に『仮面舞踏会』のレナートを歌ってデビューする。
1980年にメトロポリタン歌劇場で『仮面舞踏会』のレナートを歌ってデビューしている。また1981年にスカラ座の日本公演において『セビリアの理髪師』のフィガロを歌って、絶賛を受けている。
最近では2010年12月に来日して、東京オペラシティでバリトン・リサイタルを行うなど、精力的に活動を続けている。また2011年にオランジュ音楽祭に初めて出演している（演目は得意とする『リゴレット』）。

## レパートリー
イタリア・オペラを中心に幅広いレパートリーを持ち、ヴェルディの『リゴレット』を最も得意としている。この他ヴェリズモ・オペラも手中に収めている。

## 参考資料
- Official website
- ヴェルディ:『リゴレット』（リッカルド・シャイー指揮、デッカ・レコード）の解説書
- ロッシーニ:『セビリアの理髪師』（ジュゼッペ・パターネ指揮、デッカ・レコード）の解説書